# Surrey-Cloverdale (circonscription britanno-colombienne)
Pour les articles homonymes, voir Surrey et Cloverdale.
Circonscription électorale provinciale du Canada
Surrey-Cloverdale est une circonscription provinciale de la Colombie-Britannique représentée à l'Assemblée législative de la Colombie-Britannique depuis 1991.

## Géographie
En 2020, la circonscription représente une partie de la ville de Surrey dans le district régional du Grand Vancouver.

## Liste des députés
| Législature | Années | Député | Député | Parti |
| Surrey-Cloverdale Circonscription issue de Surrey-Guildford-Whalley, Surrey-Newton et Surrey-White Rock-Cloverdale | Surrey-Cloverdale Circonscription issue de Surrey-Guildford-Whalley, Surrey-Newton et Surrey-White Rock-Cloverdale | Surrey-Cloverdale Circonscription issue de Surrey-Guildford-Whalley, Surrey-Newton et Surrey-White Rock-Cloverdale | Surrey-Cloverdale Circonscription issue de Surrey-Guildford-Whalley, Surrey-Newton et Surrey-White Rock-Cloverdale | Surrey-Cloverdale Circonscription issue de Surrey-Guildford-Whalley, Surrey-Newton et Surrey-White Rock-Cloverdale |
| --- | --- | --- | --- | --- |
| 35e | 1991–1996 | | Ken Jones (en) | Libéral |
| 36e | 1996–2001 | | Bonnie McKinnon (en)                                                                                               | Libérale |
| 36e | mars-mai 2001 | | Bonnie McKinnon (en)                                                                                               | Indépendante |
| 37e | 2001–2005 | | Kevin Falcon (en)                                                                                                  | Libéral |
| 38e | 2005–2009 | | Kevin Falcon (en)                                                                                                  | Libéral |
| 39e | 2009–2013 | | Kevin Falcon (en)                                                                                                  | Libéral |
| 40e | 2013–2017 | | Stephanie Cadieux (en)                                                                                             | Libérale |
| 41e | 2017–2020 | | Marvin Hunt (en)                                                                                                   | Libéral |
| 42e | 2020–2024 | | Mike Starchuk (en)                                                                                                 | Néo-démocrate |
| 43e | 2024–en cours | | Elenore Sturko (en)                                                                                                | Conservatrice |

## Résultats électoraux

Frontière de la circonscription en 2015.